# 캐스퍼 안드레아스
캐스퍼 안드레아스(Casper Andreas, 1972년 9월 28일 ~ )는 스웨덴의 영화 감독, 각본가, 배우이다.
스웨덴에서 태어났다.

## 영화
- 훅트 (2017년)
- 키스 미, 킬 미 (2015년)
- 애더럴 다이어리 (2015년)
- 어 라스트 페어웰 (2013년)
- 고잉 다운 인 라-라 랜드 (2011년) - 닉 역
- 바이올렛 텐던시 (2010년)
- 빅 게이 뮤지컬 (2009년)
- 사랑과 이별 (2008년)
- 사랑은 네 단어 (2007년)
- Mr. 히치 - 당신을 위한 데이트 코치 (2005년)
- 슬러티 섬머 (2004년)
- 콜린 피츠 살아있다! (1997년)